# Dasymalla

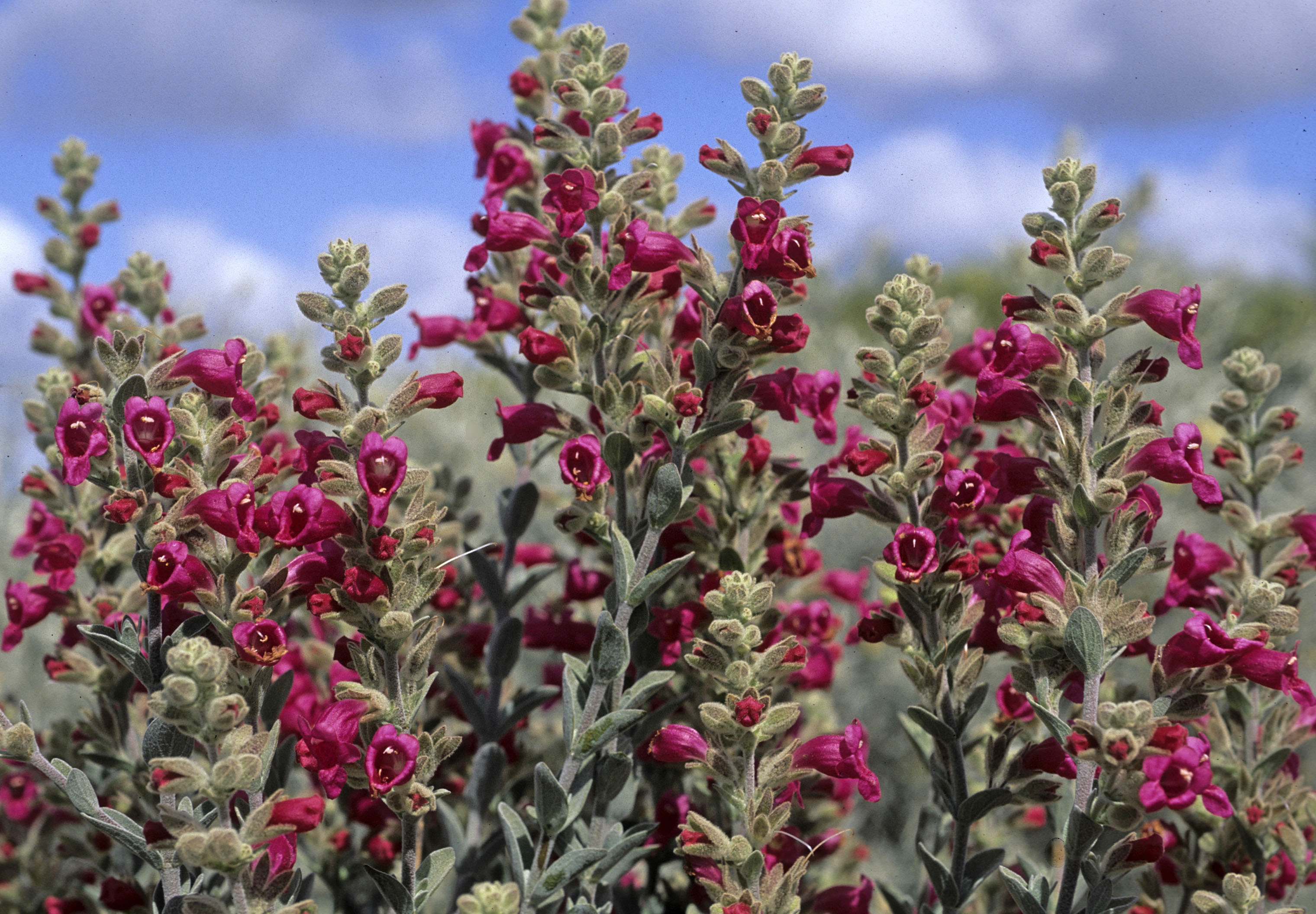
Dasymalla terminalis (trước đây là Pityrodia terminalis) trên Đường Geraldton-Mt Magnet (nr123) giữa Mullewa và Pindar, phía Nam Khu bảo tồn thiên nhiên Woodenooka, Tây Úc. Nhìn tổng thể.

Dasymalla là tên của một chi hoa năm cánh thuộc họ Hoa môi. Chi này gồm các loài bản địa của vùng Tây Úc. Các loài ấy thì có nhiều lông tơ, hoa thì có 5 cánh và nhị hoa dài ngắn khác nhau. Chúng có nhiều điểm tương đồng với các loài trong chi Pityrodia nhưng mà quả lại không phóng ra hạt khi trưởng thành.

## Mô tả
Chi này bao gồm các loài cây bụi thường xanh. Lá của chúng khá đơn giản, hình quả trứng, đối xứng nhau và có nhiều lông tơ bao phủ. Mỗi nách lá có một hoa, hoa thì có 5 cánh, đuôi cánh chụm lại với nhau và tạo thành một cái ống cong có 5 thùy ở cuối. Thùy trên thì ngắn hơn thùy dưới. Nhị hoa thì có bốn cái, cặp dưới cùng thì ngắn hơn cặp trên. Quả không phóng ra hạt khi trưởng thành.

## Phân loại và đặt tên
Nhà thực vật học người Úc Stephan Endlicher mô tả chi này vào năm 1839 và xuất bản mô tả này trong cuốn sách: Novarum Stirpium Decades. Đến năm 1979, Ahmad Abid Munir chuyển loài Dasymalla axillaris và Dasymalla terminalis thuộc chi Dasymalla vào chi Pityrodia. Ông ấy cũng là người mô tả 2 loài là Pityrodia chlorisepala và Pityrodia glutinosa. Đến năm 2001, Barry Conn, Murray Henwood và Nicola Streiber xem xét, sửa đổi lại chi Dasymalla và Pityrodia.
Hiện tại, chi này có 5 loài:
- Dasymalla axillaris Endl.
- Dasymalla chorisepala (Munir) B.J.Conn & M.J.Henwood
- Dasymalla glutinosa (Munir) B.J.Conn & M.J.Henwood
- Dasymalla teckiana  (F.Muell.) B.J.Conn & M.J.Henwood
- Dasymalla terminalis Endl.

## Phân bố
Các loài này đều ở Tây Úc, nhưng chỉ có D. chorisepala là ở lãnh thổ Bắc Úc. Khu vực mà loài này ở là gần vùng biên giới của lãnh thổ Bắc Úc với Tây Úc.